# Сан-Луис-аль-Медио
Сан-Луис-аль-Медио (исп. San Luis al Medio) — населённый пункт в юго-восточной части Уругвая, в департаменте Роча.

## География
Расположен на автомобильной дороге № 19, примерно в 29 км к северо-западу от города Чуй и в 150 км к северо-востоку от административного центра департамента, города Роча. К северу и западу от населённого пункта протекает река Сан-Луис. Абсолютная высота — 4 метра над уровнем моря.

## История
3 ноября 1952 года получил статус села (Pueblo) указом № 11.876.

## Население
Население по данным на 2011 год составляет 598 человек.
| Год  | Население |
| ---- | --------- |
| 1963 | 387       |
| 1975 | 401       |
| 1985 | 505       |
| 1996 | 578       |
| 2004 | 702       |
| 2011 | 598       |

Источник: Instituto Nacional de Estadística de Uruguay